# Canton de Livernon
Le canton de Livernon est une ancienne division administrative française située dans le département du Lot et la région Midi-Pyrénées.

## Géographie
Ce canton était organisé autour de Livernon dans l'arrondissement de Figeac. Son altitude variait de 150 m (Brengues) à 455 m (Quissac) pour une altitude moyenne de 289 m.

## Représentation

### Conseillers d'arrondissement (de 1833 à 1940)
| Période                                  | Période      | Identité                                  | Étiquette        | Qualité |
| ---------------------------------------- | ------------ | ----------------------------------------- | ---------------- | --- |
| 1833                                     | 1836         | Jean Pierre Amouroux                      |                  | Notaire, avocat, propriétaire à Assier                                                                      |
| 1836                                     | 1845         | Joseph Delpon                             |                  | Conservateur des hypothèques, avocat, propriétaire à Figeac                                                 |
| 1845                                     | 1848         | Jean Jacques Louis Raymond Eugène Vaissié |                  | Notaire à Livernon (maire de 1846 à 1853, de 1865 à 1867 et de 1871 à 1872)                                 |
|                                          |              |                                           |                  | |
| 1886                                     | 1899 (décès) | Antoine Amouroux (1828-1899)              |                  | Contrôleur des contributions directes, propriétaire à Assier                                                |
|                                          |              |                                           |                  | |
| 3 déc. 1911                              | 1925         | Charles Louis Besombes                    | RG               | Maire de Livernon                                                                                           |
| 1925                                     |              | Léon Amouroux                             | Radical puis PRS | |
|                                          | 1940         | Prosper-Marius Colomb                     | Radical          | Maire d'Assier                                                                                              |
| 1940                                     |              |                                           |                  | Les conseils d'arrondissement ont été suspendus par la loi du 12 octobre 1940 et n'ont jamais été réactivés |
| Les données manquantes sont à compléter. |              |                                           |                  | |

### Conseillers généraux de 1833 à 2015
| Période | Période      | Identité                    | Étiquette                | Qualité                                                                 |
| ------- | ------------ | --------------------------- | ------------------------ | ----------------------------------------------------------------------- |
| 1833    | 1836         | Jean-Pierre Cassagnes       |                          | Avocat, maire de Brengues                                               |
| 1836    | 1845         | Alain Thinières (1803-1866) |                          | Avocat - Maire de Livernon (1832-1845)                                  |
| 1845    | 1871         | Léopold Delpon              |                          | Avocat, maire de Livernon (1858-1865)                                   |
| 1871    | 1892         | Jules Vaissié               | Républicain              | Propriétaire et avocat à Livernon                                       |
| 1892    | 1923 (décès) | Ernest Delpon               | Républicain Progressiste | Ancien avoué, maire de Livernon                                         |
| 1924    | 1940         | Paul Vaissié                | RG                       | Propriétaire - Maire de Livernon Nommé conseiller départemental en 1943 |
|         |              |                             |                          |                                                                         |
| 1945    | 1951         | Élie Cavarroc               | SFIO                     | Cultivateur Maire de Camboulit Juste parmi les Nations                  |
| 1951    | 1957 (décès) | Antoine Roux                | Rad.                     | Industriel à Figeac                                                     |
| 1957    | 1964         | Raoul Bousquet              | Rad.                     | Directeur d'école honoraire Maire d'Assier                              |
| 1964    | 1970         | Pierre Delmas               | DVD puis CDP             | Médecin à Livernon                                                      |
| 1970    | 1981 (décès) | Paul Senac                  | Rad. puis MRG            | Agriculteur - Conseiller municipal d'Espagnac-Sainte-Eulalie            |
| 1981    | 1988         | Edmond Delfour              | PS                       | Retraité de l'enseignement Maire d'Espagnac-Sainte-Eulalie              |
| 1988    | 2015         | Serge Despeyroux            | PS puis PG               | Agriculteur - Maire d'Issepts (1977-1995)                               |

## Composition
Le canton de Livernon groupait dix-sept communes et comptait 3 323 habitants (recensement de 1999 sans doubles comptes).
| Communes                | Population (2012) | Code postal | Code Insee |
| ----------------------- | ----------------- | ----------- | ---------- |
| Assier                  | 535               | 46320       | 46009      |
| Boussac                 | 178               | 46100       | 46035      |
| Brengues                | 175               | 46320       | 46039      |
| Cambes                  | 286               | 46100       | 46051      |
| Corn                    | 157               | 46100       | 46075      |
| Durbans                 | 127               | 46320       | 46090      |
| Espagnac-Sainte-Eulalie | 73                | 46320       | 46093      |
| Espédaillac             | 241               | 46320       | 46094      |
| Flaujac-Gare            | 70                | 46320       | 46104      |
| Grèzes                  | 133               | 46320       | 46131      |
| Issepts                 | 158               | 46320       | 46133      |
| Livernon                | 465               | 46320       | 46176      |
| Quissac                 | 106               | 46320       | 46233      |
| Reilhac                 | 143               | 46500       | 46235      |
| Reyrevignes             | 274               | 46320       | 46237      |
| Saint-Simon             | 122               | 46320       | 46292      |
| Sonac                   | 80                | 46320       | 46306      |

## Démographie
| 1962  | 1968  | 1975  | 1982  | 1990  | 1999  | 2006  | 2011  | 2012  |
| ----- | ----- | ----- | ----- | ----- | ----- | ----- | ----- | ----- |
| 3 505 | 3 272 | 2 931 | 3 048 | 3 055 | 3 323 | 3 799 | 3 945 | 3 987 |